# Dolmen von Roscoualc’h
Der Dolmen von Roscoualc’h (auch Cairn von Roscoualc’h, La Roche de l’Or oder Karreg an Aour genannt) ist ein meernaher Dolmen auf einem Hügel in Trédrez-Locquémeau, westlich von Lannion im Westen des Département Côtes-d’Armor in der Bretagne in Frankreich. Er wurde 1982 als Monument historique klassifiziert. Dolmen ist in Frankreich der Oberbegriff für neolithische Megalithanlagen aller Art (siehe: Französische Nomenklatur).
Es handelt sich um einen kleinen Dolmen (französisch Dolmen à couloir), der aus acht Orthostaten besteht, die teilweise von einem Deckstein bedeckt werden, der an der Ostseite abgestürzt ist. Der Deckstein ist etwa 2,5 m lang, 2,15 m breit und 0,50 m dick. Der Dolmen liegt in seinem Cairn, der 20 bis 30 m Durchmesser hat. Die Kammer öffnet sich nach Osten und der weitgehend begrabene Gang führt nach Norden. Alle Platten sind aus Schiefer.
Der Dolmen könnte die in alten Dokumenten erwähnte Allée couverte von Keranvilin sein.
Der Überlieferung nach lebt ein alter Mann mit breitem Hut in dem Dolmen, in dem er seinen Schatz versteckt hat. Er kommt nur nachts heraus.
In der Nähe liegt der Dolmen von Crec’h Lia.